# 펠스베르크역
펠스베르크역(Felsberg)은 스위스 그라우뷘덴주 도마트/엠스에 있는 기차역이다. 라인강 반대편에 있는 펠스베르크에서 이름을 따왔다. 그것은 래티셰 철도의 란트콰르트-투지스선에 위치해 있다. 쿠어 S-반 열차가 각 방향으로 시간당 2회 제공된다.

## 운행편
다음 서비스가 펠스베르크에서 정차한다.
- 레기오 : 디젠티스/무쉬테와 생모리츠 그리고 쿠어 사이에 제한된 운행
- 쿠어 S-반 :
  - S1 : 레췬스와 쉬어스 사이에 매시간 운행
  - S2 : 투지스와 쿠어 사이에 매시간 운행